# Věž Ušće
Věž Ušće (česky Soutok, srbsky Ушће, dříve Budova společensko-politických organizací, srbochorvatsky Зграда друштвено-политичких организација/Zgrada društveno-političkih organizacija) je největší budovou Srbska a bývalé Jugoslávie. Nachází se v Srbsku, v Bělehradě, u soutoku Sávy s Dunajem a je 134 m vysoká (antena).

## Historie

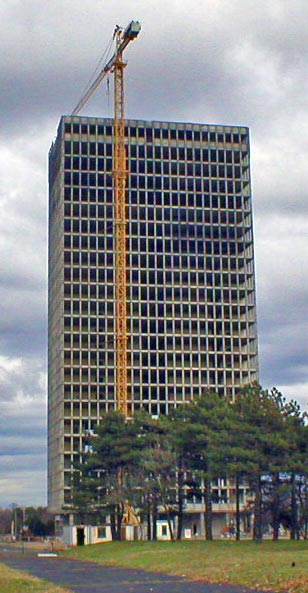
Rekonstrukce budovy v roce 2003.

Budova byla postavena roku 1964 , jejím účelem bylo stát se novým sídlem pro ústřední výbor Svazu komunistů Jugoslávie. Lidovým názvem pro budovu se stal Ce-Ka, což byla zkratka pro ústřední výbor – srbochorvatsky Centralni Komitet. Budova byla koncipována jako symbol Nového Bělehradu; jako první objekt, který návštěvníci nového sídliště, kteří opouštějí staré město, uvidí. Strohou výškovou budovu obdélníkového půdorysu navrhli pro tehdejší jugoslávskou metropoli Mihailo Janković, Dušan Milenković a Mirjana Marjanović. Projektantem stavby byl Milan Krstić. Umístěním všech pater výškové budovy na masivní betonové sloupy vytvořili architekti stavbu se zavěšenými hliníkovými stěnami.
Roku 1970, pouhých 6 let po dokončení budovy, byl na Ušće naplánován teroristický útok. Velmi se podobal tomu z 11. září 2001: v Chicagu mělo být uneseno dopravní letadlo typu Boeing 747 a navedeno přímo do budovy. Hlavním cílem útoku, který se měl konat v době jednání KSJ, bylo zabít tehdejšího prezidenta země Josipa Broze Tita. Plán se však neuskutečnil a hlavní organizátor, Nikola Kavaja, byl odsouzen na 23 let do vězení.
Budova se stala symbolem komunistické vlády nad celou SFRJ. V noci bývala osvícena tak, aby na ní byla vidět písmena TITO. Jednalo se o jednu z tehdy nejmodernějších staveb v zemi. Kostra celého komplexu byla tak odolná, že vydržela i bombardování NATO v roce 1999.
Po Titově smrti došlo ke změnám v celé zemi a ty se nevyhnuly ani budově Ušće. Miloševićova Socialistická strana Srbska se ji také rozhodla používat, přestože se jednalo o porušení zákona – Ušće straně nepatřila, ačkoliv SPS si ji nárokovala. Mnoho podlaží budovy začaly v 90. letech 20. století využívat také soukromé společnosti (včetně například tří televizních stanic) a sama SPS tak využívala pouhých 9 pater.
21. dubna 1999, při bombardování Jugoslávie leteckými silami NATO, došlo v horních patrech budovy k požáru. Útok se opakoval o několik dní později. Celou stavbu zasáhlo nakonec 12 střel typu Tomahawk. Ušće však tento útok ustála, přesto však velmi poškozená. Útok na tuto budovu vyvolal vlnu protestů na celém světě, a to i přesto, že nebyl nikdo zraněn, protože útok přišel v časných ranních hodinách.
V roce 2003 se začalo s rekonstrukcí, po níž je Ušće zmodernizovanou kancelářskou budovou. V nejvyšším patře se zřídila kavárna a vyhlídka na celou srbskou metropoli. Otevření budovy roku 2005 se stalo symbolem znovuzrození válkou poničeného Srbska. V roce 2019 byla v blízkosti původní věže budována nová, Věž Ušće 2 s obdobnou výškou i dispozicemi.